# Matthias Schgier

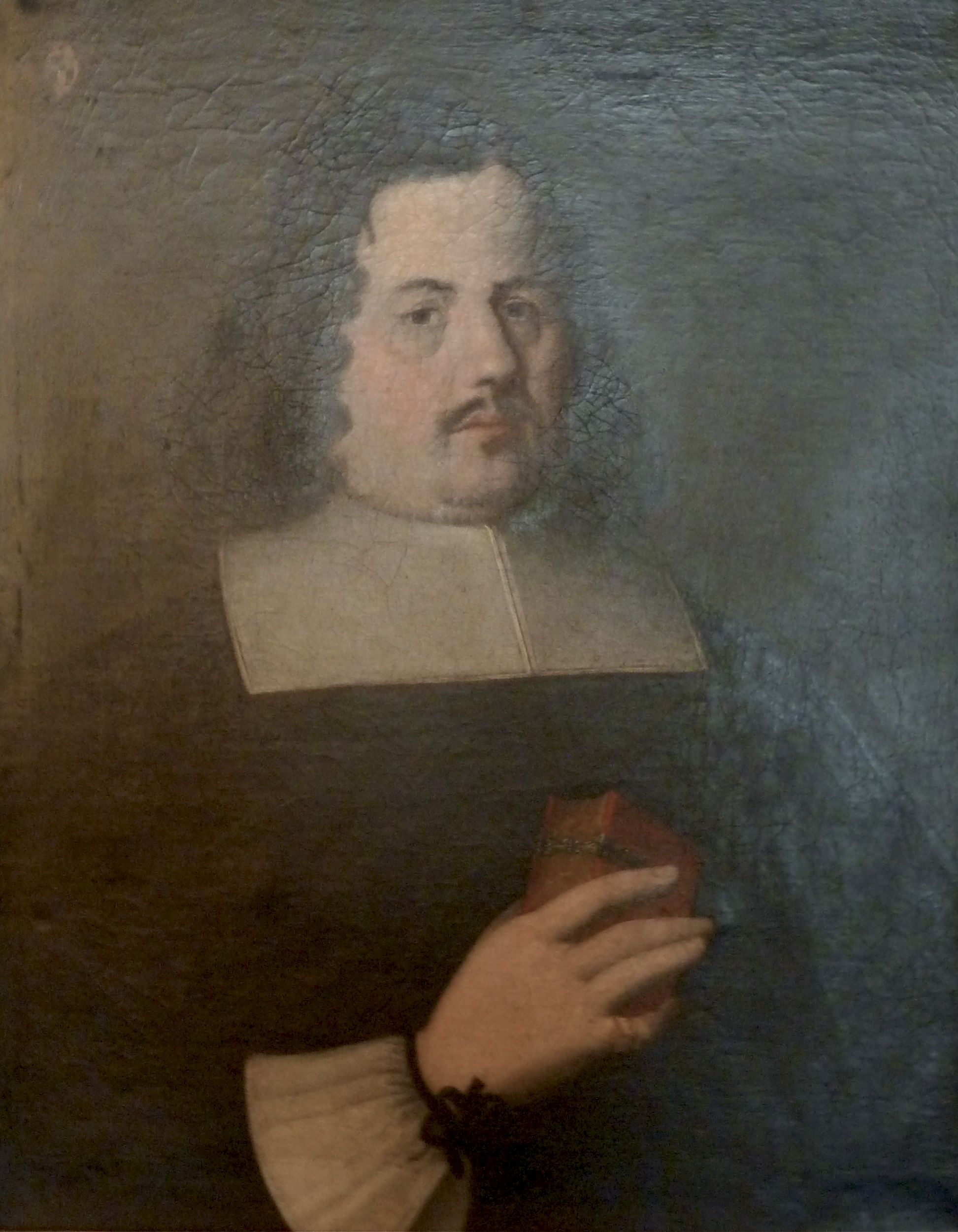
Matthias Schgier

Matthias Schgier (auch Sgier) (* 1622 in Ruschein; † 2. Mai 1687 in Chur) war Domdekan in Chur im Schweizer Kanton Graubünden.

## Leben
Matthias Schgier besuchte das Gymnasium am Collegium Helveticum in Mailand, später studierte er Theologie am Collegium Germanicum in Rom, wo er doktorierte und die niedrigen Weihen erhielt. Die Priesterweihe erhielt er in Chur. 1642 bis 1656 war Schgier als Pfarrer in Sedrun tätig. 1656 bis 1664 war Domherr in Chur 1664 bis 1687 Domdekan.
Schon als Pfarrer war Schgier ein eifriger Anhänger der spanisch-österreichischen Partei, später wurde er deren Anführer und Gegner der französischen Partei. Er spielte beim sogenannten «Bullenstreit» eine wichtige Rolle. In einer Bulle hatte Papst Alexander VII. 1655 die Lösung des Klosters Disentis, von 14 katholischen Pfarreien zwischen Domat/Ems und Andermatt und drei Filialen des Dekanats Surselva vom Bistum Chur verfügt; diese sollten fortan von der Jurisdiktion des Churer Bischofs befreit zu einem Quasi-Bistum Disentis gehören und unmittelbar dem Apostolischen Stuhl unterstellt werden.
Chur wollte sich das nicht gefallen lassen; Domkustos Matthias Schgier sollte die Abspaltung verhindern. Er reiste am 5. Juni 1656 an die Landsgemeinde nach Disentis und forderte Abt Adalbert II. de Medell auf, ihm die Bulle auszuhändigen. Der Abt musste nachgeben, und Sgier erhielt das päpstliche Dokument. Für den Verzicht erhielt das Kloster Disentis im Oktober 1656 die vollständige Exemtion vom Bistum Chur.
1664 wurde Schgier Domdekan. Während der Unruhen in der Herrschaft Rhäzüns spielte Schgier 1674 bis 1680 eine wichtige Rolle. Er korrespondierte häufig mit der österreichischen Regierung, die ihm zeitweise die Verwaltung der Herrschaft übertrug.
Nach der Ermordung seines Freundes Clau Maissen 1678 strengten dessen Gegner auch gegen den politisch engagierten Schgier einen Prozess an. Unter verschiedenen Nebensächlichkeiten wurde ihm Unruhestiftung und Majestätsbeleidigung vorgeworfen. Im Oktober 1678 wurde Schgier nach dem Verlassen des Domes gefangen genommen und in Arrest gesetzt
Bischof Ulrich VI. de Mont versuchte, die kirchliche Immunität zu wahren, konnte das Verfahren aber nicht verhindern; der Prozess dauerte vom 13. Dezember 1678 bis zum 26. Mai 1679. Das Urteil lautete auf lebenslange Landesverweisung und auf Übernahme der Prozesskosten von 5100 Florin. Schgier zog nach Feldkirch, wo er seine Verteidigungsschrift verfasste sowie weitere Schriften, die er drucken und in den Drei Bünden verbreiten liess. Der Prozess wurde zur Revision nach Rom geschickt.
Auf Druck seiner österreichischen Gönner konnte Schgier am 8. Juli 1683 von Feldkirch nach Chur zurückkehren. Er wurde vom Revisionsgericht von allen Anklagepunkten freigesprochen und wieder in Amt und Würden eingesetzt.
Die letzten vier Jahre seines Lebens verbrachte Schgier unangefochten im Bischöflichen Schloss in Chur, wo er am 2. Mai 1687 verstarb. In der Kathedrale von Chur erinnert heute ein Grabdenkmal an ihn.